# Естадио Бенито Вилямарин
Естадио Бенито Вилямарин (на испански: Estadio Benito Villamarín) е футболен стадион в Севиля, Испания.
Това е клубният стадион на Реал Бетис, на него играе част от срещите си и испанския национален отбор. Построен е през 1929 г. и има 60 720 седящи места.
През периода 1929 – 1939 г. носи името „Estadio de la Exposición“, а от 1939 до 1982 г. се нарича „Estadio Municipal de Heliópolis“. Сегашното си име „Естадио Бенито Вилямарин“ получава през 1982 г. и го носи в продължение на 8 години. През 1992 г. за президент на клуба е избран Мануел Руис де Лопера, който управлява „Бетис“ в продължение на 18 години. Той влиза в световната футболна история с това, че през 1998 г. привлича със собствени средства най-скъпия футболист в света по онова време Денилсон, като заплаща за бразилеца 21,5 млн. евро.
По-късно стадионът носи неговото име „Мануел Руис де Лопера“. На 17 октомври 2010 г. новите собственици връщат старото име на стадиона „Бенито Вилямарин“. Името е избрано след гласуване сред привържениците на Бетис.
През годините стадионът е бил реконструиран на 2 пъти. Първоначално през 1982 г. за домакинството на Световното първенство по футбол през 1982 г., на който приема срещи от груповата фаза на турнира. Сегашния си вид придобива през 2000 г.
Домакин на две срещи от Група 6 на Световното първенство по футбол през 1982 г.
- 18 юни 1982  Бразилия –  Шотландия 4:1
- 23 юни 1982  Бразилия –  Нова Зеландия 4:0

На този стадион националния отбор на Испания постига една от най-големите си победи в своята история, когато на 21 декември 1983 г. в квалификационен мач за Евро 84 побеждава отбора на Малта с резултат 12:1.